# Vlagyimir Alekszandrovics Kuzmiscsev
Vlagyimir Alekszandrovics Kuzmiscsev (oroszul: Владимир Александрович Кузьмищев, 1925–1988) szovjet–orosz történész.

## Életrajz
1950-ben jelent meg az első cikke Argentínában.

## Magyarul
- A maja papok titkai titkai (Тайна жрецов майя); ford. Auer Kálmán; Kossuth, Bp., 1971